# Movimento de Libertação de Goa
O Movimento de Libertação de Goa foi um movimento que lutou para acabar com o domínio da colonização portuguesa em Goa, Índia. O movimento se construiu com base em revoltas de pequena escala e rebeliões no século XIX, e ganhou muito poder no período de 1940-1961. O movimento foi conduzido tanto de dentro como de fora de Goa, e se caracterizou por uma variedade de táticas incluindo passeatas pacíficas, métodos revolucionários e esforços diplomáticos. No entanto, o controle português sobre suas colônias indianas só terminou quando a Índia invadiu Goa em 1961 e incorporou os territórios na União Indiana.

## Possessões portuguesas na India
Os portugueses colonizaram a India em 1510, conquistando muitas partes da costa oeste e estabelecendo várias colônias na costa leste. Pelo fim do século 19, as colônias portuguesas na India estavam limitadas à Goa, Damão, Diu, Dadra, Nagar Haveli e Ilha de Angediva.

## Revoltas contra o domínio português
Muitos goenses vivendo sobre o domínio colonial se ressentiam do governo português devido a políticas percebidas como brutais assim como mandatos e campanhas governamentais implacáveis para converter os goenses predominantemente hindus ao Cristianismo. Apesar de 14 revoltas contra o domínio português (a tentativa final em 1912), nenhum deles teve sucesso em terminar a era colonial. O fracasso dessas rebeliões em gerar mudanças significativas foi atribuída a falta de uma rede de apoio ativa e ampla e a cultura dispersa deles.

## O movimento de independência

### Século 18
Uma tentativa inicial de protestar contra as atrocidades dos portugueses contra os nativos Goenses foi a Conspiração dos Pintos em 1787.

### Começo do século 20
A abolição da monarquia portuguesa em 1910 deu esperanças que às colônias teriam direito a autodeterminação; no entanto, quando as políticas coloniais portuguesas permaneceram inalteradas, um movimento anticolonial organizado e dedicado surgiu. Luís de Menezes Bragança fundou O Heraldo,o primeiro jornal de língua português em Goa, que era crítico ao domínio colonial português. Em 1917, a lei da "Carta Organica" passou, prevendo todas as liberdades civis em Goa.
Em reação a crescente distensão, o governo português em Goa implementou políticas que encerraram liberdades civis, incluindo censura da imprensa. As políticas de censura severa requeriam qualquer material contendo palavras impressas, incluindo convites, a serem submetidos ao comitê de censura para seleção. O governador português de Goa foi empoderado para suspender publicações, fechar prensas móveis e impor multas pesadas em jornais que se recusavam a compactuar com essas políticas. Muitos Goenses criticaram o encerramento das liberdades de imprensa, afirmando que os únicos jornais e periódicos que os portugueses lhes permitiam publicar eram materiais de propaganda pró-colonialistas.
Menezes Bragança organizou um comício em Margão denunciando a lei e por algum tempo, os Goenses receberam os mesmo direitos que a metrópole portuguesa. Porém, a Igreja Católica em Portugal apoiou fortemente políticas pró coloniais e tentou influenciar cristãos goenses a se opor ao movimento de independência. O patriarca português da Igreja Católica em Goa enviou mais de 60 cartas oficiais aos padres da diocese, instruindo lhes a pregar que a salvação estava com os portugueses e em lhes dissociar da relação cultural e política com o resto da Índia.

### 1920–1940
Em 1928, Tristão de Bragança Cunha fundou o Congresso Nacional de Goa. Na sessão de Calcutá do Congresso Nacional Indiano, o Comitê do congresso de Goa recebeu reconhecimento e representação no Comite do Congresso de Todas as Índias.
Em maio de 1930, Portugal passou o "Acto Colonial" (Colonial Act), que restringiu comícios políticos e encontros dentro de todas as colônias portuguesas. A introdução desse ato relegou politicamente Goa ao status de colônia. Os portugueses também introduziram uma política conscrição compulsória na Índia Portuguesa, o que contribuiu significativamente para o crescente ressentimento contra o governo colonial.
O governo português pressionou o Congresso Nacional Indiano para desfiliar o Congresso Nacional de Goa; porém, em 1938, Goenses na cidade de Bombaim formaram o Congresso Provisório de Goa.

### Anos 40
Nos anos 40, o movimento de independência Goense ganhou impulso, inspirado pelo Movimento de independência da Índia, que entrou em sua fase crucial, assim como o anúncio britânico de 1946 para dar independência a Índia, depois do qual os lideres indianos focaram sua atenção nos movimentos na Índias portuguesa e Francesa que visavam se juntar ao recém emancipado estado indiano.
Quando Bragança Cunha foi preso em 1946, A.G. Tendulkar se tornou o presidente do congresso de Goa e organizou em encontro em Londa (fora de Goa).
Julião Menezes estudou em Goa, e depois de terminar o lyceum (ensino médio português), ele frequentou a universidade de Berlim nos anos 20 e se graduou em medicina. Ele também fez cursos em Indologia em Berlim. Foi lá que ele encontrou Ram Manohar Lohia, que estava estudando na mesma universidade.
Lohia e Menezes permaneceram em contato e Menezes lhe proveu abrigo depois da chamada "Faça ou Morra" dada por Mahatma Gandhi. Acredita-se que Lohia queria se esconder em Goa mas decidiu não fazer isso seguindo os conselhos de Menezes que estava preocupado que agentes britânicos estivessem ativos em Goa também. Os dois se encontraram em 1946 depois da libertação de Lohia da prisão em Lahore para onde ele foi levado depois da prisão em Mumbai. Lohia visitou Menezes para um exame médico em Bombaim onde o último aconselhou o primeiro que descansasse e o convidou para a sua casa em Assolna, Goa.
Aceitando o convite, Lohia chegou em Goa em 10 de Junho de 1946 e ficou na residência do Menezes em Assolna, onde só dois incentivadores discutiram a situação prevalecente em Goa durante esse período e decidiram desafiar o banimento de encontros públicos imposto pelo governo português. Esse foi o primeiro movimento de desobediência civil contra o domínio português, então com 435 anos de idade. As notícias da chegada de Lohia se espalhou entre os goenses e o lar de Dr. Menezes em Assolna se tornou o ponto de encontro para intelectuais e ativistas políticos Goenses, que queriam consultar Lohia e Menezes.
Em 15 de junho de 1946, Menezes e Lohia conduziram uma reunião das pessoas em Panjim mas a polícia não interviu e parou o encontro ainda quando eles estavam parados no lugar onde o encontro aconteceu. Animado com o sucesso do encontro, os dois entraram Margão em uma carruagem de cavalo.
Em 18 de junho com milhares de homens e mulheres lhes dando boas vindas e cantarolando seus nomes "Dr Lohia-ki Jai! Dr Julião Menezes-ki-Jai!". Lohia e Menezes foram presos. A administração colonial, que foi pega de surpresa falhou em dominar o fervor da multidão. Menezes e Lohia foram presos e removidos no final da noite para a estação de polícia de Panjim.
A notícia de suas prisões se espalharam através de Goa, e as pessoas protestaram na maioria das cidades. Em Margão, na manhã seguinte, os cidadãos dirigiram em procissão, e a noite, se juntaram em frente a Câmara. Ainda que as tropas visassem dispersar a multidão, ele se agacharam de forma resoluta no chão, gritando em união e a plenos pulmões, o que ressoou através da cidade: "Jai Hind!! Dr. Lohiako shodd do! Dr. Julião Menezesko shodd do!"[in English?]
No fim daquele dia, Menezes foi libertado e Lohia foi levado para fora de Goa e libertado. Sua prisão nessa manifestação motivou pessoas a fazer protestos em larga escala em apoio ao movimento de independência, o que resultou em prisões em larga escala e encarceramento de mais de 1.500 pessoas. Lideres Goenses, incluindo Bragança Cunha, Purushottam Kakodkar and Laxmikant Bhembre foram deportados para Portugal pela sua participação nos protestos de independência.
O governo de Goa, Damão and Diu falharam em reconhecer a contribuição de Menezes para a causa quando ele estava vivo. Ele foi honrado em 18 de junho de 1986 depois de sua morte
De outubro a novembro de 1946, uma série de satyagrahas (ações de desobediência civil não-violentas) foram feitas em Goa; porém, muitos dos líderes dessas ações foram presos. Com a prisão da liderança, muito do impulso se perdeu e, subsequentemente, o congresso de Goa começou a operar de Bombaim.
Durante a metade dos anos 40, um número de novos partidos políticos emergiram em Goa, cada um tendo uma perspectiva e agenda conflitantes em relação a adquirir a independência e autonomia goense. Esses partidos políticos defenderam por políticas vastamente diferentes incluindo a fusão de Goa com o estado de Maharashtra, a fusão de Goa com o estado austral de Karnataka, criação de um estado independente de Goa e autonomia dentro do controle português.
Mahatma Gandhi sentiu que um movimento de independência com tantas perspectivas diferentes seria ineficaz e poderia minar os esforços para independência por causa disso, Gandhi sugeriu que as várias facções independentistas deveriam tentar se unir sobre o amplo pretexto das liberdades civis. Em resposta a sugestão de Gandhi, as diferentes fações políticas se encontraram em Bombaim em junho de 1947 para lançar uma campanha formal para que o governo português "deixasse a India". A liderança Goense acreditava que com o fim da ocupação britânica coloniais, um fim da ocupação portuguesa colonial iria logicamente acontecer. Porém, em 3 de agosto de 1947, Lohia anunciou que a independência de Goa não iria coincidir com a independência nacional da Índia e que só Goenses teriam que continuar seus esforços, "não só por liberdades civis, mas para liberdade em si.
O fracasso de Goa conquistar independência dentro do esforço nacional de independência, em conjunto com sinais confusos da nova liderança nacional indiana em Nova Deli e dura repressão pelos portugueses, levou a uma pausa temporária no movimento de independência de Goa. De forma similar, a partilha da India e a Guerra Indo-Paquistanesa de1947 tirou o foco da liderança nacional indiana dos esforços anticoloniais nas colônias portuguesas e francesas.
Seguindo a independência nacional da India, uma demanda separada por independência foi feita por Froilano de Mello, um proeminente microbiologista goense e parlamentar na Assembleia da República. De Mello visava independência para Goa, Damão e Diu como entidade nacionais autônomas dentro do quadro de uma commonwealth portuguesa, similar a Commonwealth britânica.

### Demanda por autonomia
Entre Goa e Portugal, demandas ocasionais pela autonomia da India Portuguesa continuaram. Em julho de 1946, um encontro público foi realizado que fez uma petição abertamente para a administração de Salazar conceder autonomia ao Estado da India. O encontro foi facilitado por José Inácio de Loyola, e inspirou a formação de um comitê encabeçado por Uday Bhembre para lutar pela autonomia. O comitê de Bhembere fracassou em obter uma resposta da administração portuguesa, e em seguida a última demanda por autonomia foi feita por Purushottam Kakodkar no começo de 1961.

### Esforços diplomáticos
Em dezembro de 1947, a Índia independente e Portugal estabeleceram laços diplomáticos. Em janeiro de 1948, o primeiro ministro indiano Jawaharlal Nehru encontrou o consul português e levantou a questão da integração de Goa na união indiana. Os portugueses, que valorizavam seus postos coloniais indianos, não estavam dispostos a negociar e em 1948, o movimento anticolonial de Goa foi virtualmente dispersado.
Em janeiro de 1953, a delegação indiana em Portugal (um corpo representativo do governo indiano), visava negociar com Portugal na questão dos territórios da Índia O governo indiano ofereceu uma transferência direta, porém, os portugueses se recusaram e relações diplomáticas entre os dois países se deterioraram. Em 11 de junho de1953, a delegação diplomática indiana em Lisboa foi fechada e laços diplomáticos foram formalmente cortados. Em julho de1953, Nehru afirmou que a posição do governo indiano envolvia a integração das colônias portuguesas e francesas dentro da União Indiana. Apesar de Nehru explicar claramente a política da Índia em relação aos postos coloniais, Portugal e França se recusaram a ceder suas colônias. Em seguida, a Índia lançou uma campanha na ONU numa tentativa de persuadir Portugal em deixar a Índia pacificamente.

### Grupos revolucionários
Azad Gomantak Dal, um grupo revolucionário, jurou lutar contra os portugueses usando estratégias de ação direta. Azad Gomantak Dal foi fundado por Vishwanath Lawande, Narayan Hari Naik, Dattatraya Deshpande, Prabhakar Sinari que junto com os seus amigos fizeram uma serie de ataques em bancos e delegacias portuguesas. Todos eles foram sentenciados a 28–29 anos de prisão em exílio pelas cortes portuguesas. Narayan Naik e Dattatraya Deshpande passaram por 14 anos de prisão em presídios em Portugal e Angola, porém eles foram libertos depois da anexação de Goa. Vishwanath Lawande e Prabhakar Sinari conseguiram escapar das prisões e continuaram seus esforços armados contra o domínio português ao formar grandes grupos armados de combatentes anticoloniais com o quartel general na fronteira de Goa com a India em Vazarem. Azad Gomantak Dal realizou com sucesso ataques supresas em delegacias e fábricas, fizeram emboscadas em patrulhas militares, atacaram tropas posicionadas na fronteira e explodiram depósitos de munição. Eles libertaram parte de Goa chamada "Dadara and Nagarhaveli" através de ação militar, o líder da organização militar Vishwanath Lawande se auto declarou como governador de Dadra e Nagarhaveli. Porém em resposta as táticas revolucionárias do grupo, os portugueses aumentaram sua presença militar trazendo tropas brancas e africanas para suprimir a insurgência.
O exército de libertação de Goa, fundado por Shivajirao Desai, um oficial do exército indiano nos anos 50, tentou utilizar táticas revolucionárias e estratégias de ação direta para desafiar o colonialismo português. A mina de Sesa Goa foi explodida, o que causou a suspensão temporária das atividades de mineração dos portugueses. O exército de libertação de Goa levou crédito por muitas explosões e ataques surpresas, e teve um papel central em defender as pontes na época da invasão indiana.

### 1953 em diante: intensificação do movimento Satyagraha
Em 1953, Tristão de Bragança Cunha formou o comitê da ação de Goa para coordenar os vários grupos anticoloniais trabalhando de forma independente e, Mumbai. Goenses e não goenses ofereceram Satyagraha em solidariedade ao esforço.
Em Goa, o movimento anticolonial evoluiu em dois campos, que defendiam estratégias anticoloniais distintas. O Congresso Nacional de Goa utilizou táticas pacíficas de satyagraha, enquanto Azad Gomantak Dal defendia métodos revolucionários. Em 15 de agosto de 1954, uma satyagraha em massa foi instigada; porém, apesar do uso de estratégias de protesto de desobediência civil não violenta, as autoridades portuguesas atacaram e prenderam muitos participantes. P.D. Gaitonde foi preso por protestar publicamente contra a política colonial portuguesa.
Um ano depois, outro protesto foi organizado na mesma data. As líderes Jana Sangh, Karnataka Kesari Jagannathrao Joshi, levaram 3.000 protestantes incluindo mulheres, crianças e indianos do estado de Maharashtra até a fronteira com Goa. As forças de segurança bateram com bastões nos protestantes e abriram fogo na satyagraha, resultando em muitas mortes e milhares de feridos.
Como Portugal agora era membro da OTAN, o governo indiano estava reticente em reagir a situação. OS estados-membros da OTAN tinham um pacto de proteger um ao outro no caso de que qualquer estado membro viesse a ser atacado por uma força externa. Ainda que o tratado da OTAN não cobrisse colônias, Portugal insistia que seus interesses além mar não eram colônias mas parte integral da Nação de Portugal. Assim sendo, para a Índia evitar o envolvimento da OTAN em Goa, o governo indiano foi impedido de falar contra a resposta de Portugal as ações de protestos dos satyagraha.
Em 1954, o Goa Vimochan Sahayak Samiti (Comite de Todos os Parti), foi formado com a meta de continuar a campanha de desobediência civil e promover assistência financeira e política aos satyagrahis. As sessões Maharashtra e Gujarat do Partido Socialista de Praja assistiu o comitê de libertação, motivados pela agenda de uma Goa independente se fundir com o estado Maharstra. O comite de libertação e o Partido Socialista de Praja organizaram várias satyagras de forma colaborativa em 1954–55.
Os portugueses apelaram para vários poderes internacionais, culpando a Índia pela violação da soberania territorial portuguesa devido as ações dos Satyagrahas em cruzar as fronteiras goenses portuguesas. Nehru foi em seguida pressionado a anunciar que a Índia formalmente desaprovava as Satyagrahas.
A denúncia de Nehru das Satyagraha impactou severamente no movimento de independência. Após a falta de apoio professada por Nehru pelas satyagrahi, uma satyagrahi que planejava cruzar a fronteira de Goa no Forte de Tiracol atraiu muitos poucos apoiadores. Apesar da baixa aderência, um pequeno grupo conseguiu cruzar a fronteira de Goa para ocupar com sucesso o Forte de Tiracol à noite.
Por causa da falta de apoio do governo indiano, o movimento anticolonial perdeu impulso com a exceção de um pequeno número de satyagrahas e as atividades do Comitê de Todos os Partidos de Goa, Ações de defesa pró-independência eram esporádicas e apenas poucos estava dispostos a se envolverem no movimento. Em 18 de junho de 1954, Satyagrahis se infiltraram em Goa e hastearam a bandeira indiana porém, os manifestantes e supostos apoiadores foram presos, ativistas anticoloniais Dr. Gaitonde e Shriyut Deshpande foram deportados para Portugal.

### Anexação de Dadra e Nagar Haveli
Em 21 de julho de 1954, a Frente Única dos Goenses (liderado por Francis Mascarenhas) forçaram os portugueses a se retirar do enclave colonial de Dadra, um pequeno território sem costa marítima na fronteira com Nagar Haveli. Um grupo de voluntários da organização do movimento nacional de libertação (NMLO), uma organização guarda chuva incluindo os grupos revolucionários Rashtriya Swayamsevak Sangh e Azad Gomantak Dal, liderou um ataque em Nagar Haveli em 28 de julho de 1954, e o tomou em 2 de agosto. Apesar de ter conquistado com sucesso esses territórios, a Índia não assimilou imediatamente esses enclaves na União Indiana. Por algum tempo, ambos enclaves funcionaram como estados independentes de facto, administrado pelo Varishta Panchayat do Dadra e Nagar Haveli Livres.
O sucesso da anexação de Dadra e Nagar Haveli proveu o dormente movimento anticolonial de Goa com vigor renovado e motivação para continuar a luta anticolonial. Em 15 de agosto de 1954, centenas de pessoas cruzaram as fronteiras goense portuguesas, desafiando um banimento do governo indiano em participar de Satyagrahas. Os portugueses responderam a ação lesionando e atirando fatalmente em muitos Satyagrahis.
Os portugueses responderam às Satyagrahas, que continuaram até 1955, fechando as fronteiras de Goa para controlar o crescente apoio ao movimento. Em 1955, o governo indiano desenvolveu uma clara política no território português de Goa, que apoiava o movimento anticolonial. Entre 1955 e 1961, seis partidos políticos foram criados para defender um fim ao domínio colonial português. Esses partidos incluíam Azad Gomantak Dal, Rancour Patriota, a Frente Única dos Goenses, Partido das Pessoas de Goa, Exército de Libertação de Goa e Organização Deixe Goa.
Muitos Goenses reportavam que sentiam que os portugueses estavam deliberadamente enganando a comunidade internacional ao retratar os Goenses como Luso-Indianos ou portugueses. Em seguida da soltura da prisão, P.D. Gaitonde conduziu uma série de palestras internacionais para desafiar essa noção. Com crescente apoio da comunidade internacional e rebeliões nas colônias luso-africanas, a posição política da governo da India conseguiu se tornar mais linha-dura.
Em 1961, Índia proclamou que Goa deveria se juntar a Índia "ou por bem ou pelo uso total da força". Em agosto de 1961, Índia começou os preparativos militares e, segundo o anúncio de Nehru, que a India não ficaria em silêncio em relação a situação de Goa, tropas indianas estavam estrategicamente posicionadas próximas à fronteira de Goa.

## Anexação de Goa
Depois do fracasso da diplomacia com os portugueses, o governo da India mandou as Forças Armadas Indianas tomar Goa à força. Em uma operação militar conduzida em 18 e19 de dezembro de 1961, tropas indianas capturaram Goa com pouca resistência. O governador geral da India Portuguesa assinou um instrumento de rendição.

## Eventos Subsequentes
O general major Kunhiraman Palat Candeth foi indicado governador militar de Goa que foi criado primeiramente pelo governo britâncio em 1934. Em 1963,o Parlamento da India passou o 12º ato de emenda na Constituição da India, formalmente integrando os territórios capturados na União Indiana. Goa, Damão e Diu se tornaram em umTerritório da União. Dadra and Nagar Haveli,que antigamente era parte do Estado da Índia, mas se tornou independente entre 1954 e 1961, se tornou um território da união separado.
Em Outubro de 1962, as eleições de Panchayat foram realizadas em Goa, seguida por eleições legislativas em dezembro de 1962. Em 16 de Janeiro de 1967, um referendO aconteceu em que o povo de Goa votou contra a fusão com Maharashtra. Portugal reconheceu a adesão de Goa na União Indiana só em 1974. Em 1987, Goa estava separada de Damão e Diu e fez um estado de plenos poderes. Damão e Diu continuou como um novo território da União.
Devido a um influxo vigoroso de pessoas de toda a Índia para Goa, os Goenses nativos começaram a temer pelas suas identidade e cultura. Houve crescentes chamados para o governo da India conceder a Goa Staus especial para que o governo possa regular a imigração e parar a venda de terras para os não-goenses.

## Filmes
Saat Hindustani (tradução: Sete Indianos) é um filme de 1969 escrito e dirigido por Khwaja Ahmad Abbas. O filme retrata a história de sete indianos que tentaram libertar Goa do domínio colonial português.
"Pukar" (tradução: "O chamado") é outro filme baseado no movimento da liberdade goense. Ele foi dirigido por Ramesh Behl em 1983, interpretado pelo superstar Amitabh Bachchan.

## Galeria: ativistas pela indepedencia de Goa

Alguns dos ativistas pela independência de Goa, como exposto Museu do Estado de Goa
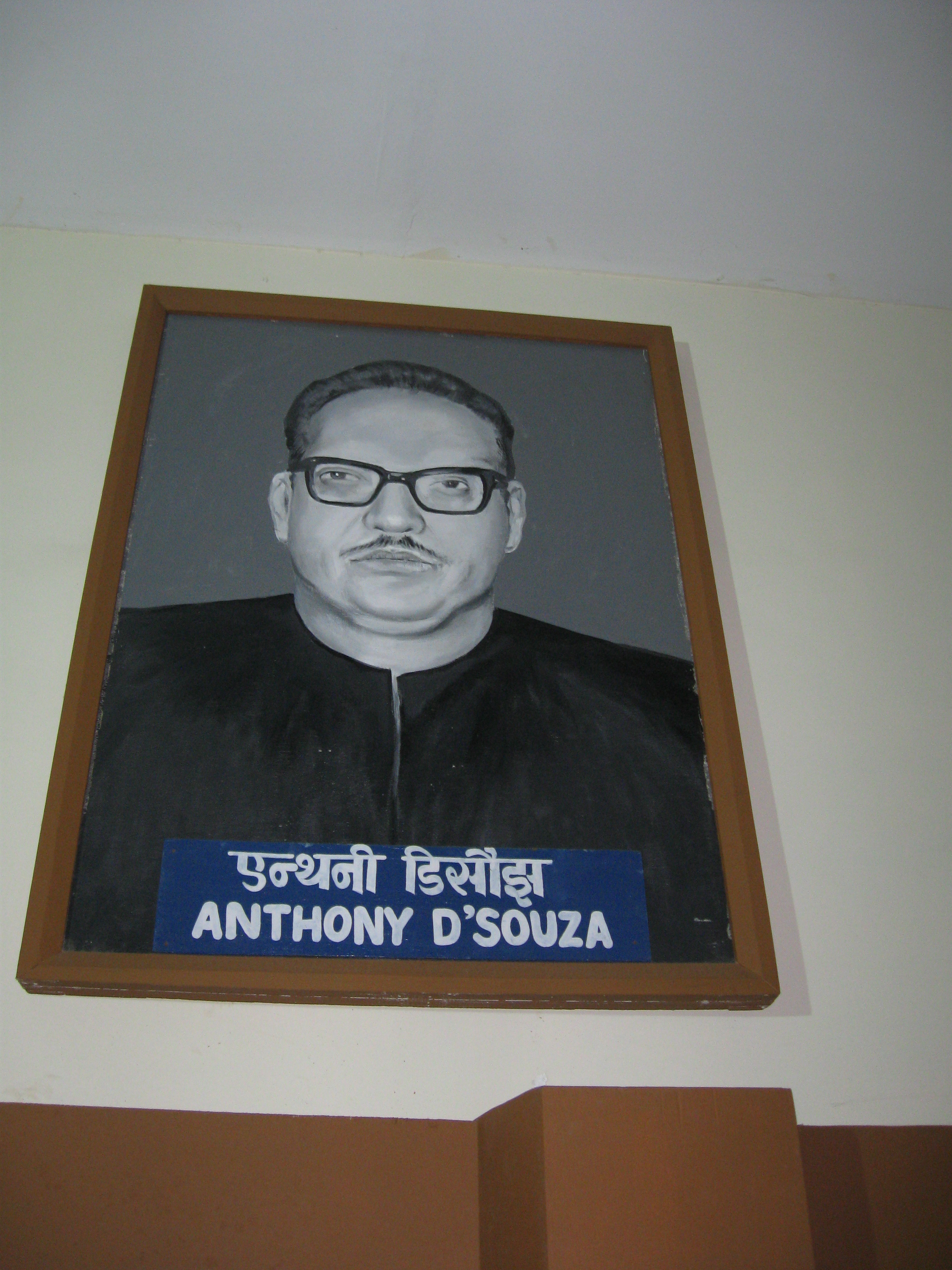
Anthony D'Souza
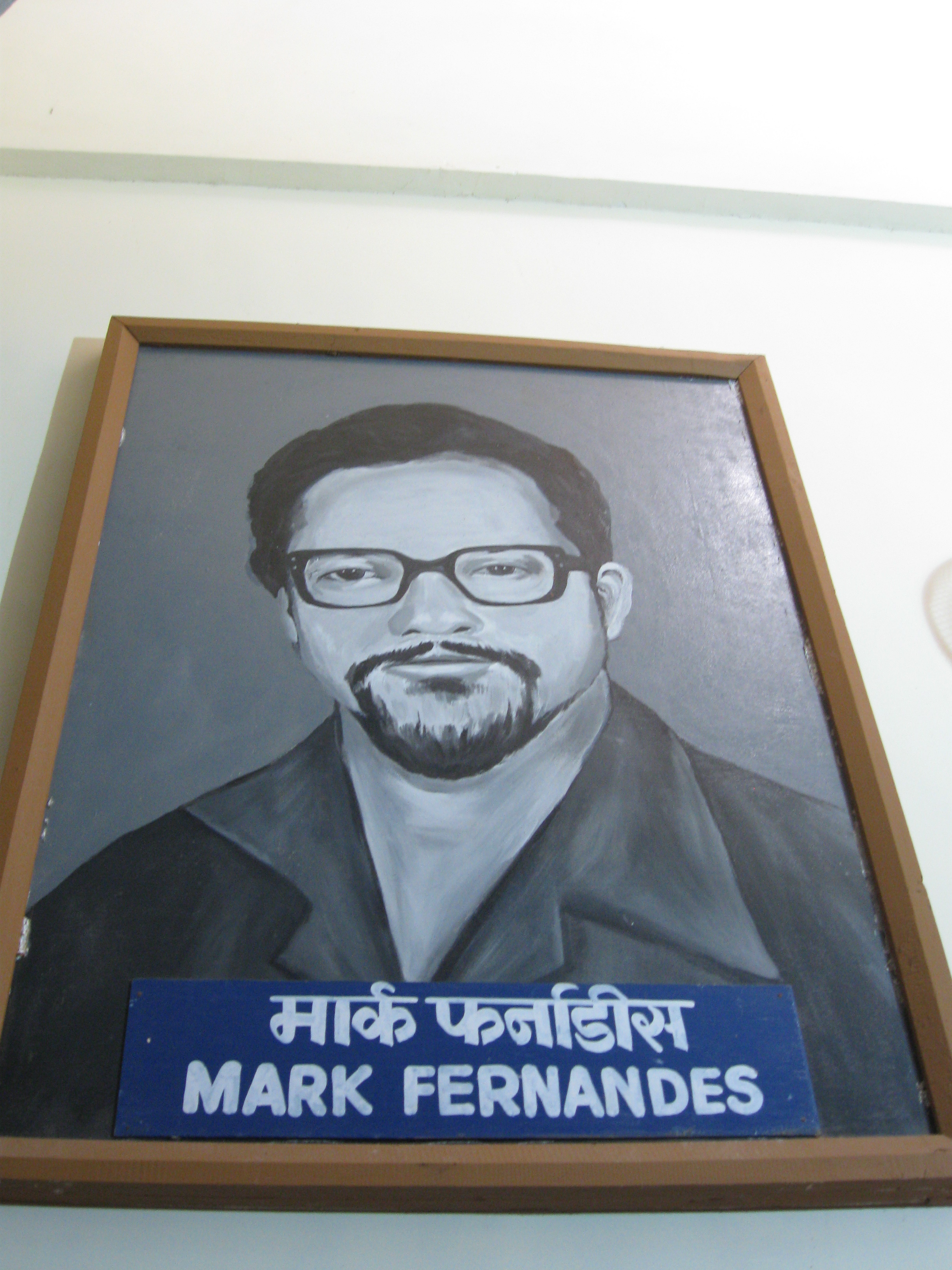
Mark Fernandes
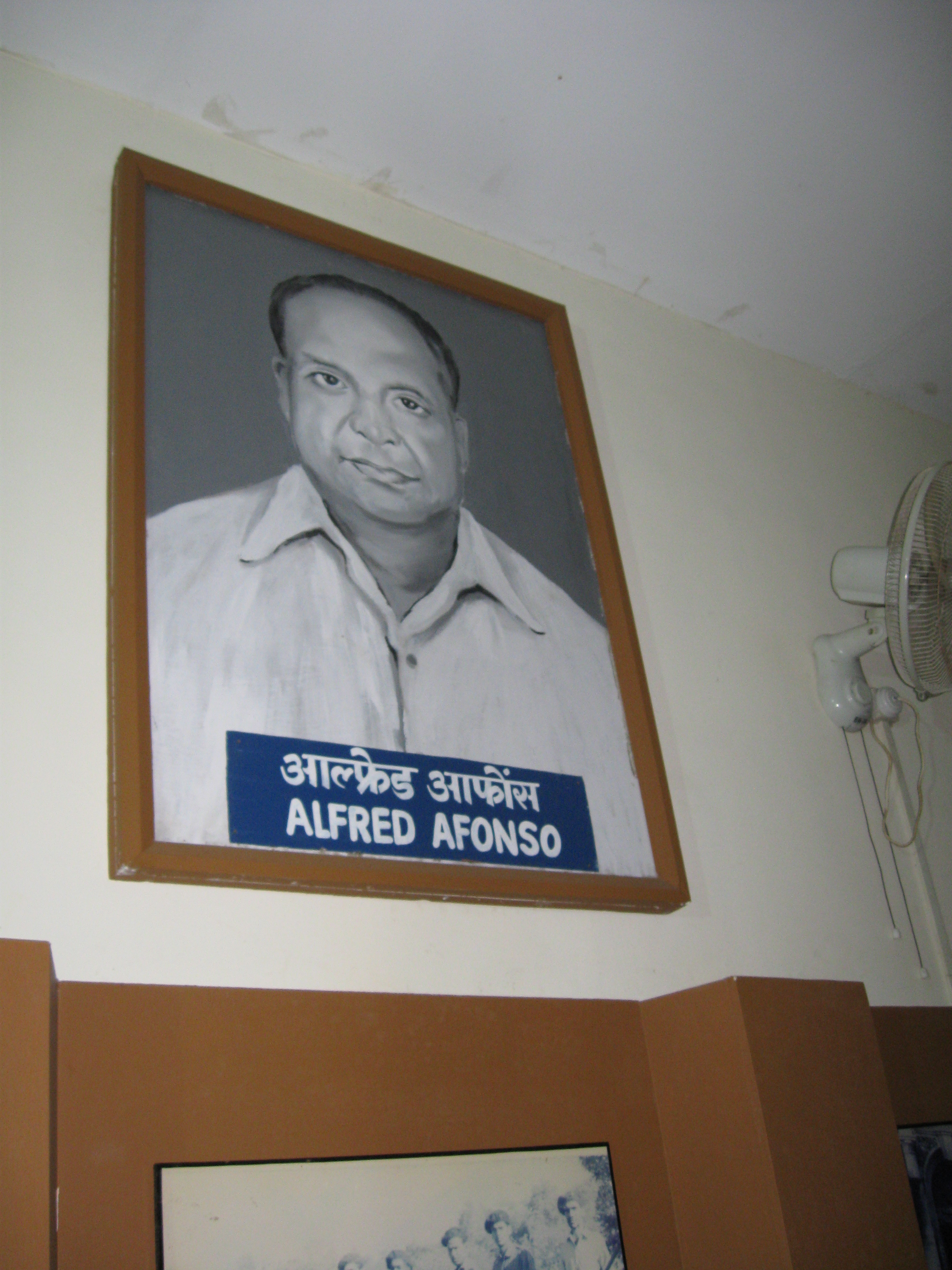
Alfred Afonso
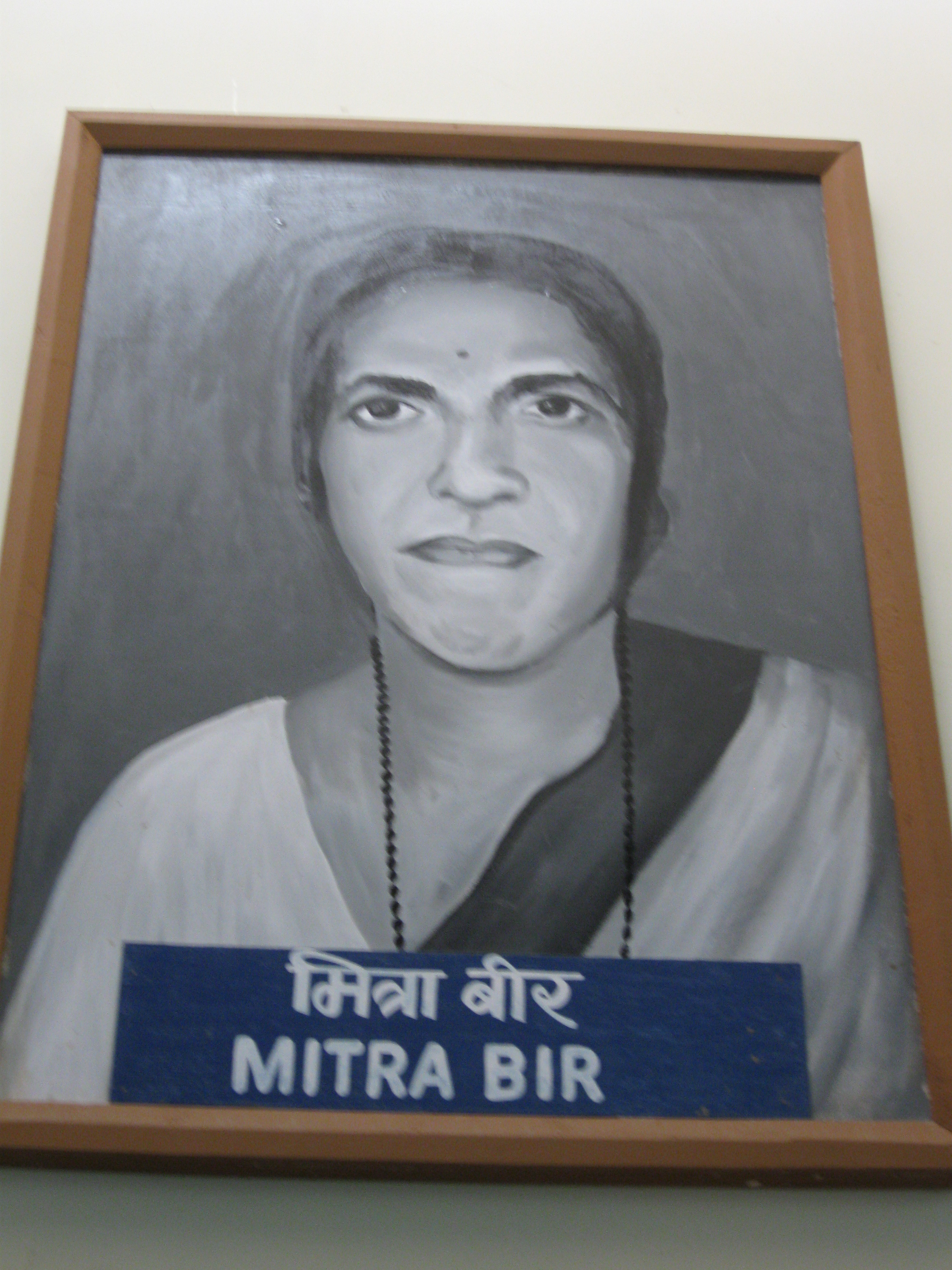
Mitra Bir